# Jean-Baptiste De Doncker
Jean-Baptiste De Doncker (1633-1694) est un carme déchaux belge, engagé dans la mission anglaise de son ordre, et connu sous le nom de Gaspard ab Annuntiatione. 

## Contexte

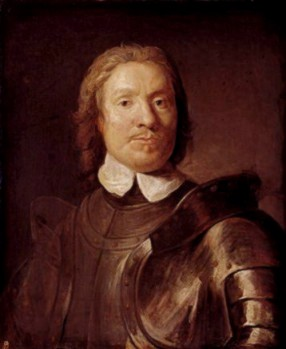
Cromwell (par Gaspard de Crayer)

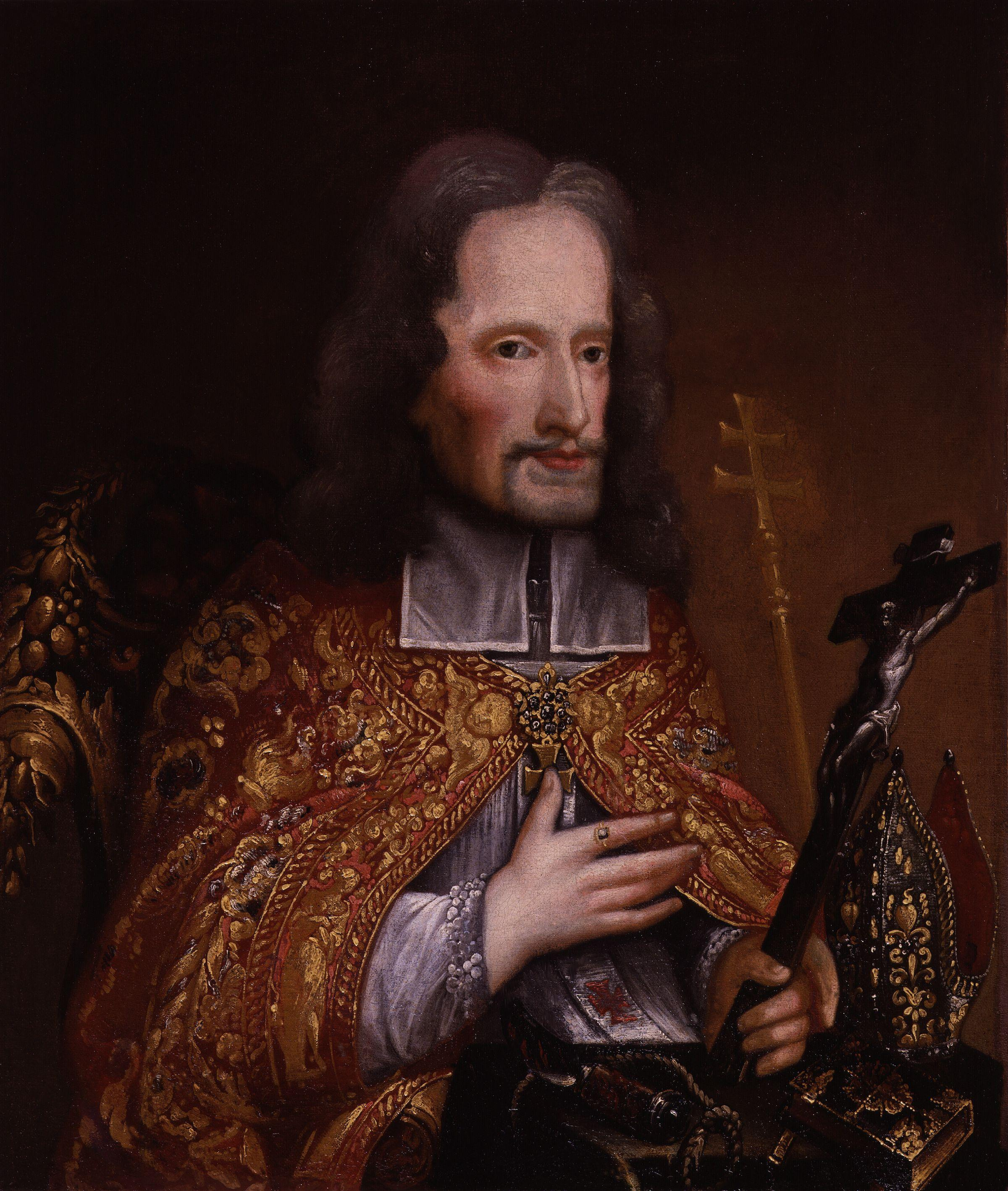
Olivier Plunket (par Edward Luttrell)

Les premiers carmes déchaussés sont arrivés en 1610 à Bruxelles. Ils ont fondé un second couvent à Louvain, en 1611. Aux environs de 1620, Thomas de Jésus, pionnier de la missiologie, a ouvert dans cette ville le Séminaire des Missions pour la Hollande et l'Angleterre. Une fois préparés à l'apostolat catholique en terre protestante, les missionnaires déchaux se rendent au Royaume-Uni et s'établissent à Londres, Canterbury, Worcester et Hereford. À partir de 1640, ils se trouvent en butte au régime des Puritains, institué par Olivier Cromwell. Formé à Louvain, François de Tous les Saints (Christophe Leigh) meurt à la prison de King's Bench en 1641. L'Irlandais Thomas d'Aquin de Sainte-Thérèse meurt attaché à un poteau de bois, à la prison de Drogheda, le 6 juin 1642. Ange de Saint-Joseph (Georges Halley) est exécuté à la prison de Slane, le 15 août 1642, tout comme le convers irlandais, Pierre de la Mère de Dieu, le 25 mars 1643.

## Biographie
Jean-Baptiste De Doncker est né à Bruxelles en 1633. Entré chez les carmes déchaux sous le nom de Gaspard de l'Annonciation, il reçoit sa formation religieuse à Louvain. Hagiographe, il publie deux ouvrages en langue espagnole : en 1667, une Vie de la Vénérable Mère Thérèse du Saint-Esprit, traduite de l'italien, et en 1673, une Vie de Jean de la Croix, réformateur du Carmel avec Thérèse d'Avila. Après le retour des Stuarts sur le trône d'Angleterre, il est envoyé en 1680 à Londres, où il accompagne une délégation espagnole, en qualité d'aumônier. Ce statut officiel le mettra à l'abri d'éventuelles tracasseries, et lui permettra de suppléer, par son zèle, au manque de prêtres catholiques, ceux-ci ayant été décimés au cours de la période républicaine. Le 11 juillet 1681, il assiste l'archevêque d'Armagh, Olivier Plunket dans ses derniers instants, sur l'échafaud de Tyburn. Ayant traversé sans encombre la Glorieuse Révolution, Gaspard décède à Londres, le 18 juin 1694.

## Postérité
Suivant l'exemple donné par Gaspard de l'Annonciation ou Simon-Stock de la Très Sainte Trinité, les déchaux belges ouvriront, en 1777, à Tongres, un noviciat pour les religieux anglais de l'ordre. Cette maison fermera à la Révolution française, et les carmes déchaux ne réintégreront l'Angleterre qu'à la fin du XIXe siècle, quand Hermann Cohen ouvrira un couvent à Londres, en 1864.

### Œuvres
- Vie de la Vénérable Mère Thérèse du Saint-Esprit, Cologne, 1667.
- Vie de Jean de la Croix, Bruxelles, 1673.

### Études
- Aug. Vander Meersch, « De Doncker Jean-Baptiste », Biographie Nationale, Académie royale de Belgique, t. V,‎ 1876, p. 81.
- E. Alford, « Les missions des Carmes déchaux », Présences du Carmel, Desclée De Brouwer, no 13,‎ 1977, p. 68-71.